# Copper Box
La Copper Box est une enceinte sportive construite à l'occasion des Jeux olympiques d'été de 2012. Située au sein du Parc olympique dans le quartier londonien de Stratford, le bâtiment est d'une capacité de 7 000 places.

## Jeux olympiques et paralympiques
Pour les Jeux olympiques, l'enceinte abrite :
- les matchs de handball, pour les tours préliminaires et les quarts de finale féminins[1]
- l'épreuve d'escrime du pentathlon moderne

Pour les Jeux paralympiques, l'enceinte accueille les matchs de goalball.

## Construction et conception

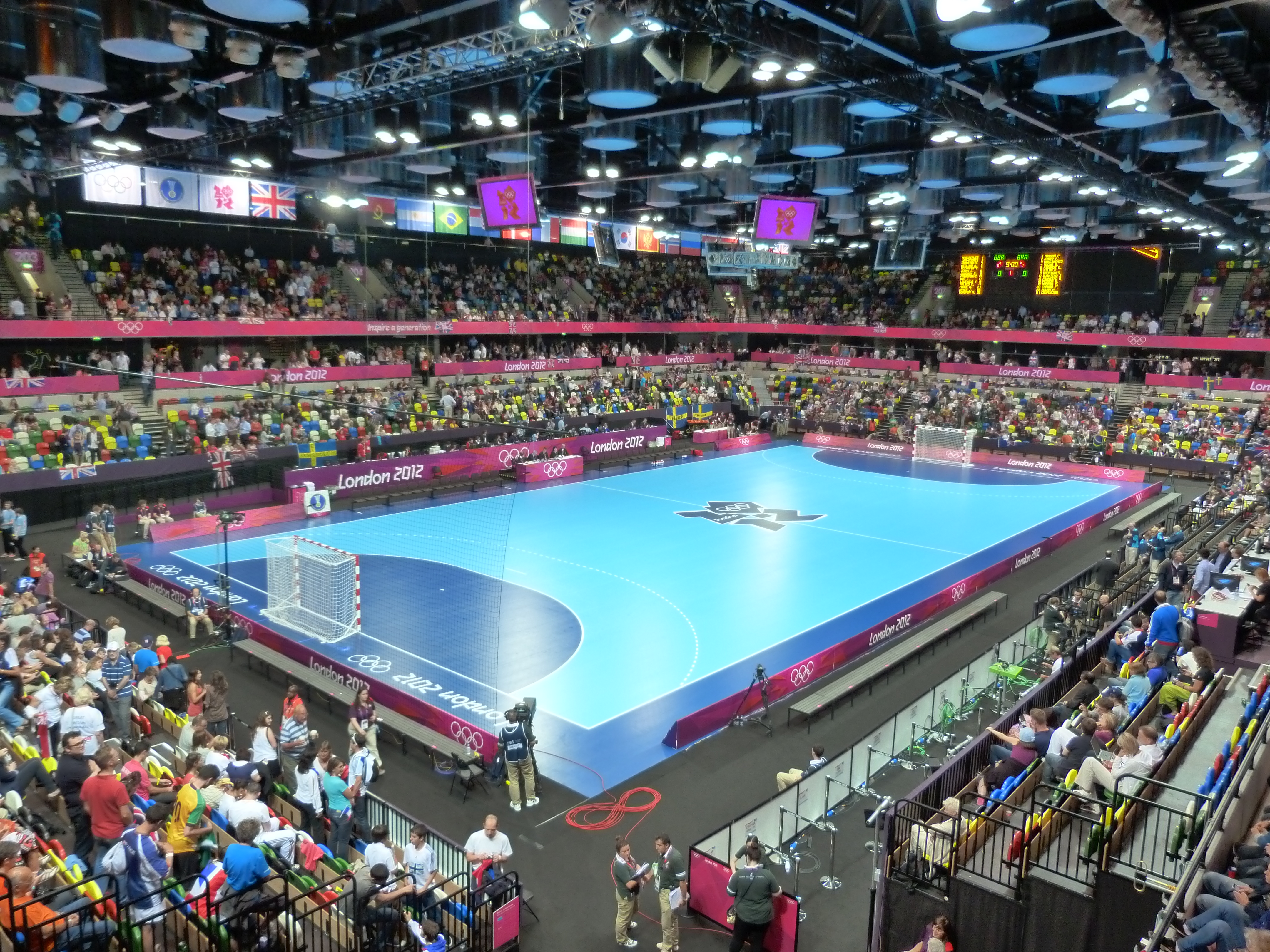
Intérieur de la Copper Box durant la compétition olympique de handball

La construction de la Copper Box a débuté en juillet 2009 et achevée en mai 2011.
Le toit est pourvu de 88 conducteurs de lumière afin de laisser entrer la lumière naturelle, et faire des économies d’énergie de 40 % par an. Un toit qui est aussi équipé de collecteurs d'eau de pluie (eau réutilisée sur le site).

## Utilisation post-olympique
La Copper Box sera réadaptée pour devenir un centre sportif multi-usage, pour le grand public ou l’entraînement des athlètes. Les zones temporaires prévues pour les médias et les vestiaires des athlètes seront réaménagées.
L'enceinte pourra accueillir des événements sportifs de taille variable, grâce à sa conception flexible et sa tribune escamotable .
Il sera exploité par Greenwich Leisure Limited.
Des événements non-sportifs y sont également organisés.
Le 18 novembre 2017, le lieu fut utilisé afin de diffuser en live l'événement en ligne Minecon Earth. D'autres activités liées à Minecraft furent organisées dans la journée, notamment un tournoi entre joueurs.